# Sköns församling
Sköns församling är en församling i Medelpads norra pastorat i  Medelpads kontrakt i Härnösands stift och ligger i Sundsvalls kommun i Västernorrlands län, Medelpad.

## Administrativ historik
Församlingen har medeltida ursprung. Under medeltiden utbröts Timrå församling.
Församlingen var från 1300-talet till 1 maj 1892 moderförsamling i pastoratet Skön och Alnö som från senare under medeltiden också omfattade Timrå församling. 22 juni 1883 utbröts Skönsmons församling som återgick 1892 och under denna tid ingick i pastoratet. 1 maj 1892 lämnade Alnö församling pastoratet och 1 juni samma år Timrå församling. Sköns församling utgjorde därefter till 26 april 1905 ett eget pastorat. Detta datum utbröts åter Skönsmons församling och Sköns församling var därefter till 1948 moderförsamling i pastoratet Skön och Skönsmon. Från 1948 är den åter ett eget pastorat. 1 januari 2025 blev församlingen en del av Medelpads norra pastorat. 

## Befolkningsutveckling
| Befolkningsutvecklingen i Sköns församling 1910–1940                                             | Befolkningsutvecklingen i Sköns församling 1910–1940 | Befolkningsutvecklingen i Sköns församling 1910–1940 | Befolkningsutvecklingen i Sköns församling 1910–1940 | Befolkningsutvecklingen i Sköns församling 1910–1940 |
| ------------------------------------------------------------------------------------------------ | ---------------------------------------------------- | ---------------------------------------------------- | ---------------------------------------------------- | ---------------------------------------------------- |
|                                                                                                  |                                                      |                                                      |                                                      |                                                      |
| År                                                                                               |                                                      |                                                      | Folkmängd                                            |                                                      |
| 1910                                                                                             | 1910                                                 |                                                      | 8 345                                                |                                                      |
| 1920                                                                                             | 1920                                                 |                                                      | 9 025                                                |                                                      |
| 1930                                                                                             | 1930                                                 |                                                      | 10 857                                               |                                                      |
| 1940                                                                                             | 1940                                                 |                                                      | 10 376                                               |                                                      |
| Anm: Tabellen inkluderar inte Skönsmon. Källor: Demografiska databasen, CEDAR, Umeå universitet. |                                                      |                                                      |                                                      |                                                      |

## Kyrkor
- Sköns kyrka
- Birgittakyrkan
- Bydalens gravkapell